# Rupela imitativa
Rupela imitativa là một loài bướm đêm trong họ Crambidae.